# Pia Adelsteen
Pia Adelsteen Christiansen (ur. 11 września 1963 w Korsør) – duńska polityk i samorządowiec, posłanka do Folketingetu.

## Życiorys
W latach 1980–1983 kształciła się w dziedzinie muzyki w Allerød Gymnasium, w latach 1984–1986 odbywała szkolenie w zawodzie wykwalifikowanego handlowca. Była pracownikiem hipermarketu, od 1987 zatrudniona w różnych przedsiębiorstwach jako pracownik biurowy. Prowadziła również własną działalność gospodarczą.
Zaangażowała się w działalność polityczną w ramach Duńskiej Partii Ludowej. Była radną w gminy Slangerup (2002–2006) i gminy Frederikssund (2006–2014), w 2018 weszła w skład rady gminy Mariagerfjord. W 2007 uzyskała mandat deputowanej do Folketingetu, z powodzeniem ubiegała się o reelekcję w 2011 i 2015.